# 스쿨리스 윅
스쿨리스 윅(Schoolies week)은 오스트레일리아 학교의 마지막 학년의 시험이 끝난 후 1주일을 말한다. 대부분 졸업 여행을 간다.

## 같이 보기
- 봄 방학